# Jürgen Ligi
Jürgen Ligi (Tartu, 16 luglio 1959) è un politico ed economista estone, membro del Partito Riformatore Estone e ministro durante i governi Ansip I, Ansip II, Ansip III, Rõivas I, Rõivas II e Michal.

## Biografia
Laureato in economia all'Università di Tartu, Ligi lavorò come economista e come consulente finanziario per le industrie. Negli anni novanta entrò in politica con il Partito Riformatore Estone e nel 1995 venne eletto deputato al Riigikogu e per quattro anni fu capogruppo del suo partito.
Nel 2005 il primo ministro Andrus Ansip lo nominò ministro della Difesa e Ligi mantenne l'incarico fino alla fine del governo. Quando Ansip ebbe l'incarico di formare un nuovo governo con il Partito Socialdemocratico e l'Unione Patria e Res Publica, Ligi non venne riconfermato nell'esecutivo e tornò a svolgere solo l'incarico di deputato. Tuttavia nel 2009 i socialdemocratici decisero di fuoriuscire dalla coalizione di governo e così Ansip richiamò Ligi fra i ministri, affidandogli il portafoglio delle Finanze.
Ligi mantenne l'incarico anche durante il terzo governo Ansip e fu riconfermato anche dal successivo primo ministro Taavi Rõivas fino al novembre 2014. Ricevette un nuovo incarico ministeriale, questa volta col portafoglio dell'Educazione e della Ricerca, nel governo Rõivas II dal 9 aprile 2015; col rimpasto di governo del 12 settembre 2016 gli è stato affidato l'incarico di ministro degli Esteri. A seguito della caduta del governo Rõivas II e dell'inizio del mandato del governo Ratas il 23 novembre 2016 ha terminato il suo incarico ministeriale.
Il 23 luglio 2024 viene richiamato nel governo come Ministro delle Finanze dal Primo ministro Kristen Michal.